# 마리노 카르델리
마리노 카르델리(이탈리아어: Marino Cardelli, 1987년 10월 5일 ~ )는 산마리노의 알파인 스키 선수로 2006년 동계 올림픽과 2010년 동계 올림픽에 참가했다. 그는 두 올림픽 대회의 산마리노 유일한 참가선수여서, 2010년 동계 올림픽에서도 개회식 기수였다.